# Namorik (atol)
Namorik (marsz. Nam̧dik) – jeden z atoli łańcucha Ralik Chain w archipelagu Wysp Marshalla w środkowej części Oceanu Spokojnego. W jego skład wchodzą 2 wysepki, o łącznej powierzchni 2,77 km². Otaczają one lagunę o powierzchni około 8,42 km². Według danych za rok 2011 atol zamieszkiwało łącznie 508 osób.

## Nazwa
Nazwa atolu Namorik pochodzi od marsz. Nam̧dik oznaczającego „małą drugorzędną lagunę”. W przeszłości w kartografii i księgach pokładowych funkcjonowały również nazwy: Baring Islands, Klein-Namo czy Namurik.

## Geografia
Atol znajduje się w łańcuchu Ralik Chain w archipelagu Wysp Marshalla w środkowej części Oceanu Spokojnego. Leży ok. 400 km od stolicy kraju – Majuro i jest jednym z najbardziej wysuniętych na południe atoli Wysp Marshalla. Obejmuje 2 wysepki, o łącznej powierzchni 2,77 km², które otaczają lagunę o powierzchni około 8,42 km². Jest to dwudziesty pod względem powierzchni lądu i dwudziesty ósmy co do wielkości laguny atol Wysp Marshalla. 
Na atolu rozwijana jest hodowla czarnych pereł wytwarzanych przez małże z gatunku Pinctada margaritifera, które na Wyspach Marshalla występują jedynie w wodach laguny Namoriku.
Na atolu znajduje się lotnisko (kod IATA: NDK).

### Demografia
Na atolu w 2011 mieszkało 508 osób (spadek w stosunku do 1999 roku, kiedy to liczba ta wynosiła 772).

### Flora i fauna
Baza danych Avibase podaje (stan na rok 2017), że na atolu występuje 35 gatunków ptaków, w tym trzy narażone na wyginięcie: nawałnik duży (Hydrobates leucorhous), burzyk szarogrzbiety (Ardenna bulleri) i kulik alaskański (Numenius tahitiensis).

## Historia
Dla Europejczyków atol został odkryty w 1792 roku, przez Brytyjczyka Henry'ego Bonda – kapitana statku Royal Admiral.